# Bój spotkaniowy
Bój spotkaniowy – to natarcie na przeciwnika nacierającego; to działania bojowe wynikłe na skutek zetknięcia się oddziałów i związków taktycznych stron przeciwnych, z których każda dąży do uzyskania rozstrzygnięcia przez natarcie. Jest etapem pośrednim podczas prowadzenia walki. Jest też (wymuszoną) formą natarcia. Zadania przeciwstawnych stron sięgają poza rubież starcia.
Do boju spotkaniowego oddziały przechodzą z marszu, podczas potęgowania uderzenia w głębi obrony przeciwnika, pościgu, podczas odpierania kontrataków, w czasie walki z desantami. Charakteryzuje się on ograniczonym czasem na organizację działań, niejasnością sytuacji, dążeniem do uzyskania zaskoczenia i przejęcia inicjatywy.

 Walka tego typu związków i zgrupowań operacyjnych to bitwa spotkaniowa.

## Charakterystyka boju spotkaniowego
Bój spotkaniowy jest szczególną formą natarcia, w którym inicjatywę zaczepną przejawiają obie walczące strony. Może on mieć miejsce we wszystkich rodzajach działań bojowych; wynika z reguły wówczas, gdy zadania przeciwników sięgają poza rubież ich bezpośredniego starcia. Następuje wówczas, gdy obie strony dążą do wykonania zadania przez natarcie, a głębokości tych zadań sięgają poza rubież starcia. W boju spotkaniowym każda ze stron dąży do wykonania wyprzedzającego uderzenia, zdobycia przewagi i inicjatywy, narzucenia swej woli i rozstrzygnięcia walki przez natarcie. Charakteryzuje się on ograniczonym czasem na organizację działań, szybkim zbliżaniem stron, niejasnością sytuacji, dążeniem do uzyskania zaskoczenia i przejęcia inicjatywy, gwałtownymi i częstymi zmianami sytuacji oraz istnieniem luk i otwartych skrzydeł. Bój spotkaniowy cechuje dążenie obu stron do wyprzedzenia się w uderzeniu, gwałtowność rozwoju działań, szybkie zmiany sytuacji, szeroki manewr, częsta zmiana ugrupowania bojowego oraz wejście oddziałów i związków taktycznych do akcji wprost z marszu. 
Dokumenty doktrynalne NATO, jak i narodowe, kwalifikują bój spotkaniowy także jako formę działań pośrednich, czyli etap w walce sprzyjający osiągnięciu celu. Można zatem określić bój spotkaniowy jako formę natarcia, przyjmując za kryterium działanie przeciwnika względem wojsk własnych, lub jako etap pośredni, jeżeli będzie to etap walki przyczyniający się do osiągnięcia celu przez przełożonego (zajęcie dominującego terenu). Ze względu na rodzaj prowadzenia działań przez przeciwnika, bój spotkaniowy będzie realizowany tylko podczas jego ofensywnego działania.
Bój spotkaniowy jest z zasady działaniem krótkotrwałym; rozpoczyna się z chwilą nawiązania walki przez awangardy, oddziały wydzielone lub pododdziały czołowe obu stron, a kończy się w momencie, kiedy jedna ze stron utraci inicjatywę i przejdzie do obrony lub zacznie się wycofywać. Bój spotkaniowy związków lub zgrupowań operacyjnych określany jest terminem bitwy spotkaniowej.
Do boju spotkaniowego dochodzi:
- gdy siły wykonujące marsz po wyznaczonej drodze wejdą w kontakt z przeciwnikiem, o którym wojska własne posiadają mało informacji;
- gdy obydwie strony posiadają informacje o przeciwniku i decydują się na starcie celem opanowania terenu o znaczeniu taktycznym;
- gdy jedna z walczących stron próbuje zająć pozycję obronną, a druga próbuje temu zapobiec.

Według teoretyków wojskowości w okresie II Rzeczypospolitej zasadniczymi cechami boju spotkaniowego były:
- niejasność i zmienność położenia
- wyjątkowa szybkość działań
- łatwość zaskoczenia

Oceniano, że w boju spotkaniowym zwycięża ten, kto wcześniej zdobędzie inicjatywę i przez to narzuci swą wolę nieprzyjacielowi. Szybkość rozwoju wypadków powoduje, że rozpoznanie daje wiadomości spóźnione; lotnictwo stwierdza jedynie fragmenty położenia. 
Uważano, że: warunki boju spotkaniowego wymagają szybkiej decyzji. Dowódca musi zadecydować użycie sił głównych bez względu na szczupłość wiadomości o nieprzyjacielu. Postanowienie trzeba oprzeć w tym wypadku na ogólnej ocenie położenia, głównie na ocenie zadania i terenu. Decyzja musi być prosta, śmiała i możliwa do szybkiego wykonania; ułatwi to zaskoczenie i pobicie nawet silniejszego nieprzyjaciela.